# Светосавски конгрес
Светосавски конгрес одржан је крајем јануара 1944. у селу Ба као пандан Другом заседању АВНОЈ-а које је организовала КПЈ крајем 1943. године. Конгрес су одржали припадници Југословенске војске у отаџбини.
Светосавски конгрес је умногоме одлучивао о будућем уређењу југословенске државе. Као што су главне одлуке биле АВНОЈ-а формирање НКОЈ-а који ће до формирања прве владе играли улогу законодавног и извршног тела нове државе, тако је Светосавски конгрес прихватио потпуно различита схватања по питању државног уређења после рата. Сагласио се да се Југославија уреди као конфедеративна држава у облику уставне и парламентарне народне монархије. Зато је конгрес у селу Ба био реакција Другом заседању АВНОЈ-а новембра 1943. у Јајцу.

## Село Ба
Као место одржавања првог ратног конгреса ЈВуО изабрано је село Ба које лежи на југоисточним падинама Сувобора под самим Рајцем. Ово планинско село је лично изабрао генерал Дража Михаиловић за будући конгрес. Село Ба је пружало добар положај за сигурну заштиту од евентуалног напада. 
Уз то, село је било богато, па је могло да обезбеди довољну количину хране за присутне делегате. Као главни припремач и организатор будућег конгреса одређен је капетан Звонимир Вучковић, командант Првог равногорског корпуса. За место одржавања предстојећег конгреса изабрана је основна школа „Краљица Марија“, која је потпуно преуређена. Порушени су унутрашњи зидови од учионица и тако је проширен простор као место где ће делегати седети и заседати. Ходници су потпуно преуређени, а преостале учионице су претворене у спаваоне.
Кревети су били на спрат-војнички, донесени из бивше касарне Југословенске краљевске војске у Мионици. Башки конгрес је обезбеђивало 2.000 војника из Качерског и Таковског среза, распоређени по башким бреговима. Недалеко од основне школе постављена је импровизована говорница украшена српском заставом и сликом краља Петра II Карађорђевића која је прикачена у средини. Око бине су постављени стражари који су имали задатак да спрече нежељене последице и да пазе на животе говорника.
Пред почетак првог дана заседања, село Ба је оживело. Омладинска група је организовала богати фолклор, а за време заседања одржано је и такмичење у српској ношњи.

## Долазак делегата на конгрес
25. јануара 1944, у раним јутарњим часовима почели су пристизати представници свих политичких партија Југославије осим КПЈ и ХСС-а.
На конгресу је укупно било заступљено 4 политичке партије:
- Социјалистичка партија - др Живко Топаловић
- Демократска странка - др Адам Прибићевић
- Републиканска странка - Антон Крејчин
- Југословенска национална странка - инг. Владимир Предавац

Генерал Драгољуб Михаиловић је дошао у подне у пратњи бригаде II Равногорског корпуса капетана Предрага Раковића, Драгише Васића, др Стевана Мољевића, потпуковника Луке Балетића и мајора Баје Матрићевића. Испред основне школе га је дочекао заставник Врховне Команде поручник Божа Петровић са заставом у руци, а капетан Звонимир Вучковић му је предао рапорт, после чега је Дража Михаиловић отворио конгрес.
Заседање Светосавског конгреса одржано је од 25. до 28. јануара 1944.

## Први дан Конгреса
Башко саветовање је званично почело 26. јануара 1944. у подне. Укупно је 294 делегата присуствовало заседању. Као увод по почетку конгреса одржана је прослава школске славе „Свети Сава” у основној школи Краљица Марија. Све делегате је поздравио јеромонах Јован Рапајић беседом о Растку-Сави Немањићу (Светом Сави), а затим и богослужењем и литургијом.
Као политички вођа Равногорског покрета и ЈВуО први је присутни народ поздравио Драгиша Васић са импровизоване говорнице и тиме је отворио политичко саветовање. Првог дана су своје реферате поднели и то: др Стеван Мољевић, заступајући гледишта тадашњег Централног Националног Комитета (ЦНК) „О државном уређењу Југословенске државе после рата“, а као представник осталих странака главни реферат је поднео др Живко Топаловић „О правном и уставном поретку југословенске државе“. Делегати су обично одлазили на одмор у подне, а затим би у селу био извођен богати програм. Првог дана заседања одржан је традиционални „Светосавски вашар“ где су долазили многи људи из суседних села, па чак и из Љига. Делегати су већали и расправљали у просторијама основне школе. Првог дана заседања окупљенима се обратио и министар Војске, Морнарице и Ваздухопловства, генерал Дража Михаиловић следећим речима:
| „ | Захваљујући вам на позиву, драга браћо, сматрам за дужност и као човек и као одговорни руководилац данашњом борбом за право на живот нашег троименог народа, да се поклоним палим борцима и невиним жртвама у овој борби. Мислим да ћу бити тумач и ваших жеља ако са овог историјског скупа будем изјавио, да ће породице палих жртава бити предмет нашег старања и залагања за њихову будућност. У име Краљевске владе и Југословенске војске поздрављам вас као представнике организација демократског народа Југославије и желим вам срећан рад на овом великом народном и друштвеном послу. | ” |

Свој говор завршио је следећим речима:
| „ | Надам се да сам на овај начин одговорио жељама и расположењу нашег народа, кога ви данас на овом великом народном Конгресу у импозантном броју представљате. Живео Југословенски демократски народ! Живела Краљевина Југославија! | ” |

Стражу око основне школе давао је пратећи батаљон Врховне Команде ЈВуО целе ноћи са сменом од два сата.

## Други дан Конгреса
27. јануар 1944. Други дан конгреса.
Први се обратио делегат Демократске странке, судија Брана Ивковић својим рефератом „О штетности одлука са Другог заседања АВНОЈ-а“
После овог реферата, свој реферат је поднео представник муслиманске нације Мустафа Мулалић, затим директор гимназије у Анријевици Владимир Јојић, народни посланик Антон Крејчи из Марибора, и Владимир Предевец из Загреба у име Хрватске нације.
Након ових реферата, делегати су се повукли да би изгласали Резолуцију.
Другог дана конгреса, делегати су радили до касну ноћ, да би већ сутра била донесена Резолуција са Башког заседања.

## Резолуција са Светосавског Конгреса
Резолуцију су једногласно изгласала 294 делегата конгреса, међу којима је било представника свих политичких партија Југославије (изузев Комунистичке и Хрватске сељачке странке).
Конгрес је тражио обнову Југославије, али не у предратним границама, већ са проширењем државне територије. Минимално тражено проширење односило се на неусвојени захтев о границама, који је изнела делегација Краљевине Срба, Хрвата и Словенаца, са Николом Пашићем на челу, на мировној конференцији одржаној у Паризу 1919. и 1920. године. Пашић, који је у делегацији као стручне консултанте поред осталих имао и Јована Цвијића и Слободана Јовановића, поднео је захтев да се Краљевини Срба, Хрвата и Словенаца прикључе делови Албаније (Скадар), Бугарске (Ћустендил и Видин), Румуније (Темишвар), Мађарске (Печуј и Сегедин), Аустрије (Корушка) и Италије (Истра и Ријека), што због ратне одштете, што из стратешких, етничких и историјских разлога. 
Тако увећана Југославија, по Башкој резолуцији, била би парламентарна монархија састављена од три федералне јединице: Србије, Хрватске и Словеније. Српска федерална јединица „би на демократским основама окупила цео српски народ на његовој територији“, с тим што „исто начело треба да важи и за Хрвате и за Словенце“. У Резолуцији нису наведене границе српске федералне јединице.
Према пројекту др. Стевана Мољевића од 30. јуна 1941. године, у српску федералну јединицу ушле би и Црна Гора, Источна Херцеговина, Босна, Северна Далмација, Јужна Далмација са јадранском обалом од Плоча до испод Шибеника, српски део Лике, Баније и Кордуна, део Западне Славоније (Пакрац), део Источне Славоније (Вуковар, Осијек, Винковци) и Барања, док би Дубровник имао посебан статус.
Померајући српске међе науштрб хрватских, Мољевић се, као и некада Пашић при одређивању спољних граница, пре свега руководио принципом да свако ко је починио ратни злочин мора да плати одштету у виду давања извесних територија. Принцип тројне федерације значио је, истовремено, супротстављање комунистичкој идеји о подели Југославије на шест федералних јединица, а Срба на три народа (Срби, Црногорци, Македонци), што је било прокламовано на њиховом конгресу у Јајцу 29. новембра 1943. године. Против такве намере комуниста листом су устали сви српски политичари, међу којима и анационални Милан Грол, председник Демократске странке. „Тито је узбунио Србе цепањем Срба на четири федералне јединице. То тај народ, који је скупо плаћао уједињење, не може да прими“, рекао је он. Изразито комунистичко антисрпство осудио је чак и бан предратне хрватске Бановине, др. Иван Шубашић. План о црногорској и македонској аутономији он је сматрао „препреком било којој југословенској заједници“, уз напомену да су овакви елементи националног концепта Комунистичке партије Југославије „антисрпски“. Због таквих реакција комунисти су говорили да се „међе међу народним републикама и не могу схватити као неке границе“, односно да њихова улога није да „раздвајају“, него да „спајају“ народе, али су у пракси остајали доследни својој антисрпској политици.
Равногорски покрет никада званично није истакао тезу о отцепљењу Србије од Југославије, односно о успостављању Краљевине Србије у границама траженим за српску федералну јединицу у оквиру Југославије. Штавише, Слободан Јовановић је сматрао да би се у случају испостављања захтева за оснивање проширене Краљевине Србије, „наше границе довеле у питање на више страна“. Другим речима, у ситуацији када водеће светске силе угрожавају опстанак Краљевине Југославије, постављање питања Краљевине Србије било би без икаквих изгледа, мада је било жеља многих припадника Равногорског покрета. При анализи Дражиних иступа, као и уопште грађе о четничком покрету, у говорима и изјавама намењеним јавној употреби приметна је југословенска црта, коју у интерним документима замењује брига о интересима српског народа. Обнова Краљевине Србије остављена је за неко будуће време, по проласку нацистичке и комунистичке опасности. Зато је Слободан Јовановић, у депеши од 5. децембра 1942. године, упућивао савете генералу Михаиловићу о обнови југословенске државе, „у сопственом интересу“. Ево те депеше:
"Влада настоји да се Југославија обнови као једна држава у својој целокупности. И поред страшних покоља над Србима, тај став морамо задржати у сопственом интересу. Чак и у случају да код Хрвата избије тежња да српско-хрватски однос поставе на међународни терен. У противном могле би у Енглеској и Америци преотети мах извесне комбинације којима би се наше границе довеле у питање на више страна...
Стога је питање обнове Југославије животни интерес за који се морамо залагати са бескомпромисном одлучношћу. Само тај став у стању је да сигурно спасе нашу територију и омете друге комбинације, од којих би свака без разлике окрњила наше националне интересе.
Унутрашње уређење Југославије неће моћи да буде, по свему судећи, засновано на централизму. Разлози су: сталне тежње Хрвата ка федерацији, као и жеља Срба да се у будућности заштите од ужасних искустава претрпљених у Павелићевој држави. Федерација, обезбеђујући јединство државе, била би најподеснија да умири српске осетљивости изазване усташким покољима. Она би водила рачуна о посебним интересима сва три дела, а обезбедила би будућност."
Држава у којој се мисли о заштити једног народа од другог, да се не би поновила „ужасна искуства“, свакако није жељена, већ наметнута. Чак је и др. Стеван Мољевић, један од најпознатијих поборника Велике Србије, морао да се прилагоди суровим околностима. На конгресу равногорске штампе, одржаном од 20. до 23. августа 1944. године, он је на следећи начин покушавао да спута своје српство:
"Дража Михаиловић прокламује, да је за јаку Југославију потребно да се створи јако Српство, у српској етничкој јединици, а тако исто да се у својим етничким јединицама окупе Хрвати и Словенци. Парола Драже Михаиловића је: у слободној Југославији - слободна Србија, слободна Хрватска и слободна Словеначка. Он оснива Централни национални комитет Краљевине Југославије у који улазе представници свих политичких странака с кореном у народу. Он је добро увидео, да се демократија у државно-правном погледу најбоље изражава федерацијом, широким народним самоуправама, уставним парламентарним системом и тајним гласањем."
28. јануар 1944. Трећи дан конгреса.
Први се окупљеном народу последњег дана заседања појавио Драгиша Васић и објавио да ће бити донесена резолуција бити прочитана.
Са својих 18 тачака, резолуција донета на Светосавском конгресу у селу Ба даје потпуно другачију подлогу за будући статус југословенске државе него што је донесена на заседању АВНОЈ-а у Јајцу 1943. године.